# نشانی آی‌پی
نشانی پروتکل اینترنت (به انگلیسی: Internet Protocol Address) یا به اختصار نشانی آی‌پی (به انگلیسی: IP Address) نشانی عددی است که به هریک از دستگاه‌ها و رایانه‌های متصل به شبکهٔ رایانه‌ای که بر مبنای مجموعه پروتکل اینترنت کار می‌کند، اختصاص داده می‌شوند. پیام‌هایی که دیگر رایانه‌ها برای این رایانه می‌فرستند با این نشانهٔ عددی همراه است و راه‌یاب‌های شبکه آن را مانند «نشانی گیرنده» در نامه‌های پستی تعبیر می‌کنند، تا در نهایت پیام به رابط شبکه رایانه مورد نظر برسد.

## انواع آی‌پی
دو نسخip:91.251.51.143
My ip:21.48.181.172 در حال استفاده می‌باشد: آی‌پی نسخه ۴ و آی‌پی نسخه ۶ (IPv4 و IPv6) که هر یک نشانی آی‌پی را به روش متفاوتی ارائه می‌نمایند.

## نشانی آی‌پی نسخهٔ ۴
نشانی آی‌پی نسخهٔ چهارم یک عدد ۳۲ بیتی است که برای سادگی آن را به شکل چهار بخش عددی در مبنای ده می‌نویسند که با نقطه از هم جدا می‌شوند (مانند ۱۷۲.۱۶.۲۵۴.۱). این روش نشانی‌دهی را ده‌دهی نقطه‌دار می‌نامند هر یک از چهار بخش را یک هشتایی (Octet) می‌گویند زیرا طول آن ۸ بیت (یا ۱ بایت) است و می‌تواند عددی از ۰ تا ۲۵۵ باشد. پس در هر بخش ۲۵۶ (۲ به توان ۸)آدرس مختلف داریم.
و در مجموع ۲ به توان ۳۲ نشانی آی‌پی ایجاد می‌شود.
اصولاً هر نشانی آی‌پی ۳۲ بیتی به دو بخش تقسیم می‌شود: یک پیشوند و یک پسوند. این دو سطح به منظور ایجاد یک روش مسیریابی کارآمد طراحی شده‌است. پیشوند آدرس، شبکه‌ای را که رایانه به آن متصل است مشخص می‌کند (Network) در حالیکه پسوند یک رایانهٔ یکتا را روی شبکه مشخص می‌کند(میزبان (شبکه)). یعنی به هر شبکه در اینترنت یک مقدار یگانه که تحت عنوان شمارهٔ شبکه شناخته شده‌است، اختصاص دارد. شمارهٔ شبکه به عنوان یک پیشوند در نشانی هر رایانه‌ای که به شبکه وصل است ظاهر می‌شود. بعلاوه به هر رایانهٔ روی یک شبکه، یک پسوند نشانی یکتا تخصیص یافته‌است.
هر نشانی کامل، شامل یک پیشوند و یک پسوند است و طوری تخصیص داده می‌شوند که یکتا باشند، بنابراین ویژگی اول تضمین می‌گردد. اگر دو رایانه به دو شبکهٔ مختلف وصل شده باشند، نشانی‌هایشان پیشوندهای متفاوت خواهند داشت. اما اگر دو رایانه به یک شبکه وصل باشند، نشانی‌هایشان دارای پسوندهای متفاوت خواهد بود.

## کلاس‌های مختلف آی‌پی نسخهٔ ۴
سه کلاسِ پایه‌ایِ مختلفِ نشانی‌دهیِ آی‌پی، برای شبکه‌های بزرگ، متوسط و کوچک وجود دارد. کلاس A برای شبکه‌های بزرگ، کلاس B برای شبکه‌های متوسط و کلاس C برای شبکه‌های کوچک است. علاوه بر این سه کلاس، کلاس D برای پخش چندگانه، ارسال اطلاعات به گروهی از رایانه‌ها، و کلاس E برای کارهای جستجو وجود دارند. برای شرکت در پخش چندگانهٔ آی‌پی، مجموعه‌ای از رایانه‌های میزبان باید بر سر استفاده از آدرس پخش چندگانه، به‌طور مشترک توافق داشته باشند. پس از تشکیل گروه پخش چندگانه یک کپی از هر بستهٔ اطلاعاتی فرستاده شده به نشانی پخش چندگانه به هر رایانهٔ میزبان در مجموعه تحویل می‌گیرد؛ بنابراین نخستین ۴ بیت (از سمت چپ) آدرس IP کلاس آن را مشخص می‌کند. همچنین اگر نمایش نقطه‌دار را در نظر بگیریم از روی مقدار دهدهی بایت اول کلاس آن تشخیص داده می‌شود
| کلاس                 | طول بر حسب بیت | شروع      | پایان           | CIDR | subnet mask   |
| -------------------- | -------------- | --------- | --------------- | ---- | ------------- |
| Class A              | ۰              | ۰٫۰٫۰٫۰   | ۱۲۷٫۲۵۵٫۲۵۵٫۲۵۵ | /۸   | ۲۵۵٫۰٫۰٫۰     |
| Class B              | ۱۰             | ۱۲۸٫۰٫۰٫۰ | ۱۹۱٫۲۵۵٫۲۵۵٫۲۵۵ | /۱۶  | ۲۵۵٫۲۵۵٫۰٫۰   |
| Class C              | ۱۱۰            | ۱۹۲٫۰٫۰٫۰ | ۲۲۳٫۲۵۵٫۲۵۵٫۲۵۵ | /۲۴  | ۲۵۵٫۲۵۵٫۲۵۵٫۰ |
| Class D''' multicast | ۱۱۱۰           | ۲۲۴٫۰٫۰٫۰ | ۲۳۹٫۲۵۵٫۲۵۵٫۲۵۵ | /۴   | Not Defined   |
| Class E''' reserved  | ۱۱۱۱           | ۲۴۰٫۰٫۰٫۰ | ۲۵۵٫۲۵۵٫۲۵۵٫۲۵۵ | /۴   | Not Defined   |

اصولاً در سامانهٔ آی‌پی‌دهی به مشترکان، آی‌پی‌ها به صورت تعدادی که توانی از عدد ۲ باشد (۲، ۴، ۸، ۱۶، ۳۲، ۶۴ و ۱۲۸) دسته‌بندی می‌شوند. لازم است ذکر شود که در هر دستهٔ آی‌پی اختصاص داده شده به مشترک آی‌پی‌های اول و آخر بر اساس استاندارد معمولاً غیرقابل استفاده است و از باقیماندهٔ آی‌پی‌ها می‌توان در شبکهٔ محصورشده‌استفاده کرد. به عنوان مثال در یک کلاس هشت‌تایی، حداکثر شش نشانی آی‌پی قابل استفاده است.

## آی‌پی خصوصی
برای جلوگیری از هدر دادن آی‌پی در هر کلاس، یک محدودهٔ آی‌پی برای شبکه‌های خصوصی (مانند شبکهٔ داخلی ادارات و شرکت‌ها) در نظر گرفته شده‌است که عبارت است از:
| رنج آی پی                       | تعداد آدرس‌ها | کلاس                   | CIDR block     |
| ------------------------------- | ------------ | ---------------------- | -------------- |
| 24- 10.0.0.0–10.255.255.255     | 16,777,216   | Single Class A         | ۱۰٫۰٫۰٫۰/۸     |
| 20- 172.16.0.0–172.31.255.255   | 1,048,576    | 16 contiguous Class Bs | ۱۷۲٫۱۶٫۰٫۰/۱۲  |
| 16- 169.254.0.0–169.254.255.255 | 65,536       | Single Class B         | ۱۶۹٫۲۵۴٫۰٫۰/۱۶ |
| 16- 192.168.0.0–192.168.255.255 | 65,536       | Single Class C         | ۱۹۲٫۱۶۸٫۰٫۰/۱۶ |

برای اتصال یک شبکهٔ خصوصی به اینترنت از برگردان نشانی شبکه استفاده می‌شود به این ترتیب که نشانی خصوصی به یک یا چند نشانی منحصربه‌فرد عمومی ترجمه می‌شود.

## آی‌پی ایستا و پویا
آی‌پی پویا با هر بار وصل‌شدن به شبکهٔ داخلی یا اینترنت تغییر می‌کند. اما آی‌پی ایستا (Static) اینطور نیست. آی‌پی پویا (Dynamic) در هر شبکه توسط کارساز پروتکل پیکربندی پویای میزبان (DHCP Server) به رایانه‌ها در شبکه اختصاص داده می‌شود؛ یعنی وقتی شما به اینترنت یا شبکهٔ داخلی وصل می‌شوید، کارساز پروتکل پیکربندی پویای میزبان به شما یک نشانی آی‌پی اختصاص می‌دهد.
DHCP Server می‌تواند یک سرویس در سیستم‌عامل‌های سرور باشد یا یک قطعهٔ سخت‌افزاری مانند مسیریاب (Router) یا نقطهٔ دسترسی (Access Point) در شبکه باشد.
برای دیدن نشانی آی‌پی رایانهٔ خود می‌توان از برنامه winipcfg.exe (در ویندوز ۹۵ و ۹۸ و ME) یا ipconfig.exe (در ویندوز ۲۰۰۰ و xp) کرد. در لینوکس یا یونیکس (یا سیستم‌های مبتنی بر آن‌ها) نیز می‌توان از دستور ifconfig استفاده کرد.

## آی پی نسخهٔ ۶
گسترش روزافزون اینترنت و نیاز به آدرس‌های بسیار بیشتر تیم Internet Engineering Task Force را برآن داشت تا به فکر تکنولوژی‌های جدیدی باشند تا امکان تعریف آدرس‌های آی پی بیشتری را فراهم کند. بهترین راه ساخت مجدد نشانی پروتکل اینترنت بود. در سال ۱۹۹۵ میلادی نسخه جدید نشانی پروتکل اینترنت با نام آی پی نسخه ۶ معرفی گردید. اندازه آدرس از ۳۲ بیت به ۱۲۸ بیت افزایش یافت و امکان آدرس دهی تا ۲به توان ۱۲۸ آدرس افزایش یافت. این کار تنها تعداد آدرس‌های اینترنتی را گسترش نداد، بلکه باعث خواهد شد جدول مسیریاب‌های اینترنتی (روترها) کوچکتر شود. کلیه سیستم‌عامل‌های جدید سرور و خانگی از جمله ویندوز ویستا به‌طور کامل پشتیبانی می‌شود ولی متأسفانه هنوز توسط بسیاری از مسیریاب‌های شبکه‌های خانگی و تجهیزات شبکه عادی پشتیبانی نشده‌است.
در آی‌پی نسخهٔ ۶ از مبنای ۱۶تایی یا هگزادسیمال استفاده می‌شود به همین دلیل تعداد آی‌پی‌های بیشتری برای آدرس‌دهی میزبان‌ها وجود دارد، دستگاه‌های مبتنی بر شبکه، الگوریتم‌های خاصی برای تفسیر آی‌پی‌ها داشته و قبل از استفادهٔ هر کدام از آنها ابتدا آی‌پی را از هر مبنایی، به مبنای ۲ یا باینری تبدیل و سپس الگوریتم تفسیر خود را استفاده کرده و برای مسیریابی دستگاه‌ها از آدرس آی‌پی آن‌ها استفاده می‌کنند.